# PalaCivitanova
Il PalaCivitanova, noto anche con il nome sponsorizzato di Eurosuole Forum, è un'arena coperta di Civitanova Marche, in provincia di Macerata.

## Storia e descrizione
L'idea di costruire un palazzetto a Civitanova Marche risale all'inizio degli anni ottanta; i lavori di realizzazione tuttavia cominciano solamente nel settembre 2014 per terminare nel gennaio 2015, con l'inaugurazione avvenuta il 16 gennaio, centotrentacinque giorni dopo la posa della prima pietra: alla costruzione hanno lavorato trentuno ditte per un totale di centocinquantatré dipendenti ed i costi si sono aggirati intorno ai 7 500 000 euro, di cui centocinquantamila pagati dagli abitanti di Civitanova Marche.
Il palazzetto, che occupa un volume di oltre centoquattro metri cubi ed ha una capienza 4 200 spettatori, di cui 4 000 a sedere, ospita prevalentemente attività sportive, in particolare eventi pallavolistici: infatti nella struttura vengono disputate le partite casalinghe della squadra di pallavolo maschile dell'Associazione Sportiva Volley Lube, club di Treia, militante in Serie A1 e proprio una partita della squadra, quella contro i turchi del Fenerbahçe Spor Kulübü, valevole per la Champions League 2014-15, ha inaugurato le attività. A partire dalla stagione 2016-17 ospita anche gli incontri casalinghi di un'altra squadra di pallavolo, ossia il Volley Potentino.